# Episodi di Transparent (terza stagione)
La terza stagione della web serie Transparent, composta da dieci episodi, è stata interamente resa disponibile negli Stati Uniti dal servizio di streaming di Amazon il 23 settembre 2016.
In Italia, la stagione è andata in onda in prima visione sul canale satellitare Sky Atlantic dal 4 gennaio al 1º febbraio 2017.
A partire da questa stagione entra nel cast principale Kathryn Hahn.
| nº | Titolo originale            | Titolo italiano      | Pubblicazione USA | Prima TV Italia  |
| -- | --------------------------- | -------------------- | ----------------- | ---------------- |
| 1  | Elizah                      | Elizah               | 23 settembre 2016 | 4 gennaio 2017   |
| 2  | When the Battle Is Over     | Anime perse          | 23 settembre 2016 | 4 gennaio 2017   |
| 3  | To Sardines and Back        | Decisione importante | 23 settembre 2016 | 11 gennaio 2017  |
| 4  | Just the Facts              | Solo i fatti         | 23 settembre 2016 | 11 gennaio 2017  |
| 5  | Oh Holy Night               | Notte sacra          | 23 settembre 2016 | 18 gennaio 2017  |
| 6  | The Open Road               | La strada            | 23 settembre 2016 | 18 gennaio 2017  |
| 7  | Life Sucks and Then You Die | Vite che cambiano    | 23 settembre 2016 | 25 gennaio 2017  |
| 8  | If I Were a Bell            | Se fossi una campana | 23 settembre 2016 | 25 gennaio 2017  |
| 9  | Off the Grid                | Fuori dagli schemi   | 23 settembre 2016 | 1º febbraio 2017 |
| 10 | Exciting and New            | Nuovo ed eccitante   | 23 settembre 2016 | 1º febbraio 2017 |